# Döbriach
Döbriach is een dorp aan de Millstätter See in Karinthië, bezirk Spittal An Der Drau. Het behoort tot de stadgemeente Radenthein en had in 2001 1328 inwoners.
Tijdens de zomermaanden vindt op dinsdagavond telkens de gezellige markt plaats met diverse producten van lokale handelaars, eten en drinken met begleidende live muziek.
Bezienswaardigheden: Uiteraard de Millstätter See waar diverse activiteiten mogelijk zijn op, in en naast het water. Sagamundo waar alles draait om lokale sagen en legenden. Granatium in Radenthein waar de edelsteen granaat in het middelpunt staat én ter plaatse kan ontgonnen worden.
Het dorpje telt drie grote campings, alle gelegen nabij het meer.

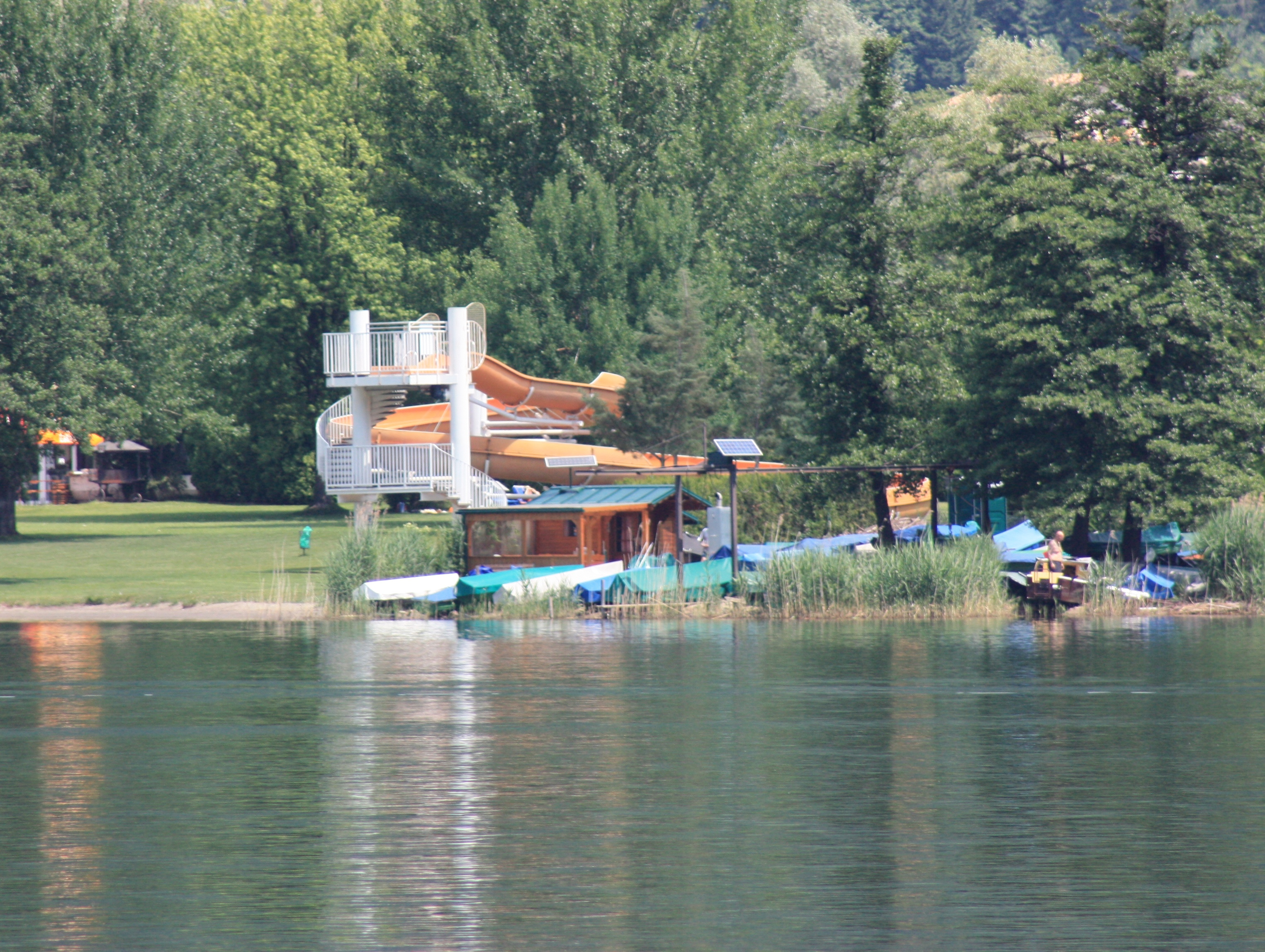
Strandbad